# Йохан II фон Ауершперг
Йохан II фон Ауершперг (на немски: Johann II von Auersperg; * ок. 1205; † 1246) от фамилията Ауершперг от Крайна/Словения е рицар и кръстоносец.

## Биография
Той е вторият син на граф Ото I фон Ауершперг († 1215) и съпругата му Елизабет фон Зумерек и Зонек.
Йохан II фон Ауершперг и брат му Енгелберт II фон Ауершперг участват в кръстоносния поход на Леополд VI Бабенберг в Светите земи, където брат му Енгелберт II е убит в Палестина. Йохан II наследява графството. Минезингерът (трубадурът) Улрих фон Лихтенщайн († 1275) го възпява като „галантен рицар“ в турнирите във Фризах.
Hеговите потомци са издигнати през 1550 г. на фрайхерен, 1630 г. на графове, 1653 г. на князе фон Ауершперг.

## Фамилия
Йохан II фон Ауершперг се жени за Клара фон Тушентал, дъщеря на Андреас фон Тушентал. Те имат 10 деца:
- Ото III († 1267?), има син Ото V († ок. 1300)
- Майнхалм II († 1270?)
- Йохан III († 1270?), рицар
- Хербард I/Хервард I (* 1230; † 24 юни 1283), граф, женен I. за Анна фон Райфенберг, има 10 деца; II. връзка с неизвестна жена
- Фридрих
- Петер († сл. 1273)
- Волфганг († сл. 1273)
- Мецелинус
- София, омъжена за Хайнрих фон Филандерс
- Клара